# Maurizio Ramassotto
Maurizio Ramassotto (Sangano, 7 novembre 1884 – Torino, 1º luglio 1951) è stato un aviatore e pilota automobilistico italiano.

## Biografia
È stato il primo aviatore a conseguire il brevetto di volo all'aeroporto di Torino-Mirafiori. Dal 1911 fu pilota collaudatore della società di autocostruzioni Chiribiri, di cui era cofondatore con Antonio Chiribiri e Gaudenzio Verga. È ricordato per numerose e spericolate imprese di volo e per la sua attività di corridore automobilista.
Di famiglia benestante, nato da Giovanni Battista Ramassotto, sindaco di Sangano dal 1878 al 1886, e di Maria Golzio, cresciuto alla fine del XIX secolo, fu uomo dai molteplici interessi ed ebbe a occuparsi fra l'altro di meccanica ed elettricità ma anche di botanica e zootecnia.
Di carattere particolarmente ardimentoso (l'amore per il rischio lo portò spesso a mettere a repentaglio la propria vita), fu egli stesso costruttore di aeroplani (ad esempio realizzò nel 1910 con un pilota dilettante suo pari, Bortolotti, un piccolo velivolo del peso di soli 120 chilogramnmi mosso da un motore da 16-18 hp, che seppe portare sulla piazza d'armi di Torino ad un'altezza di dieci metri).